# Peristylus copelandii
Peristylus copelandii är en orkidéart som först beskrevs av Oakes Ames, och fick sitt nu gällande namn av Cedric Errol Carr. Peristylus copelandii ingår i släktet Peristylus och familjen orkidéer.
Artens utbredningsområde är Filippinerna. Inga underarter finns listade i Catalogue of Life.